# デヴィッド・ボーム

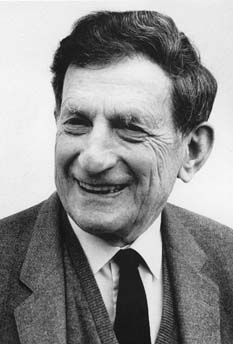
デビッド・J・ボーム

デヴィッド・ジョーゼフ・ボーム（ヘブライ語: דייוויד ג'וֹזף בוֹהם、דוד יוֹסף בוֹהם‎、英語: David Joseph Bohm、1917年12月20日 - 1992年10月27日）は、理論物理学、哲学、神経心理学およびマンハッタン計画に大きな影響を及ぼした、アメリカ合衆国の物理学者である。

## 来歴

### 若き頃と学生時代
ペンシルベニア州ウィルクスバリで、ハンガリー系の父 Samuel Bohm (Böhm) とリトアニア系の母のユダヤ系家庭に生まれた。家具屋のオーナーでもあり、地域のラビのアシスタントであった父に主に育てられた。ボームはペンシルベニア州立大学を1939年に卒業し、カリフォルニア工科大学に1年間在籍後、カリフォルニア大学バークレー校のロバート・オッペンハイマーの下で理論物理学を学び、ここで博士号を得た。オッペンハイマーの下で学んでいた学生たち（ジョバンニ・ロッシ・ロマニツ、ジョセフ・ワインバーグおよびマックス・フリードマン）の近所で暮らすようになるとともに、徐々に物理学のみならず急進主義者として政治面にものめりこむようになった。オッペンハイマー自身を含めた1930年代後半の多くの若い理想主義者たちのように、ボームは異なる社会モデルに惹かれるとともに、Young Communist League、 the Campus Committee to Fight Conscription、 the Committee for Peace Mobilizationのような団体で活発に活動するようになった。これらの団体は、後にエドガー・フーバー率いるFBIによって、共産主義のレッテルを貼られることとなる。

### 研究業績と博士学位

#### マンハッタン計画との関係
第二次世界大戦の間、マンハッタン計画は初の原子爆弾の製作のために、バークレイの物理学研究を活用した。オッペンハイマーは、1942年に軍司令官レズリー・グローヴスによって原子爆弾計画のために設置されたトップシークレットの研究所ロスアラモスにボームを誘った。しかし、ボームがすでに政治活動から抜けていたにもかかわらず、友人であるジョセフ・ワインバーグにスパイ（諜報活動）の疑義がかけられていたことから、研究所のセキュリティ基準をクリアできなかった。
ボームはバークレイに残り1943年に博士号を得るまで物理学を教えていた。しかし皮肉なことに、彼が確立した（陽子と重陽子の衝突における）散乱計算がマンハッタン計画に非常に有用であることがわかった途端、研究所に登用された。セキュリティ確認も無いままに、ボームは彼自身の業績にアクセスすることが禁じられ、論文の公開が妨げられるだけではなく、そもそも彼自身が論文を書くこと自体が禁じられたのである。大学側を満足させるために、オッペンハイマーは彼が成功裏に研究を完了したことを保証した。そして、オークリッジのY-12施設で濃縮ウランを得るための同位体分離装置（カルトロン）について理論計算を実施し、その濃縮ウランは1945年に広島に投下された原子爆弾に用いられることとなる。

#### マッカーシズムにより米国を追われたボーム
第二次世界大戦が終わり、プリンストン大学の助教授（准教授）となったボームは、アルバート・アインシュタインとともに研究を進めていた。1949年の5月、マッカーシズム時代の始まりに、ボームは 下院非米活動委員会に過去の社会主義者とのかかわりについて検証するために呼ばれた。しかし、ボームは修正第5条を宣言して検証を拒否する権利を主張し、同僚に証拠を提示するのを拒んだ。1950年、Committee の面前での尋問に答えるのを拒否した罪で告発・逮捕された。1951年の5月、彼は無罪放免になったが、すでにプリンストン大学は停職処分を課していた。無罪放免の後、同僚はプリンストン大学での彼のポストを捜し、アインシュタインはアシスタントとしてボームを求めた。しかし、プリンストン大学はボームの契約を更新せず、ボームはサンパウロ大学の物理学学部長の座のためにブラジルに発つこととなる。

#### 量子理論とボーム拡散
ボームは早い時期に、物理学、特に量子力学や相対性理論において数々の顕著な業績を挙げていた。さらに、バークレーでの大学院生時代には、プラズマの理論を発達させ、ボーム拡散として知られる電子現象を発見した。彼の最初の著書Quantum Theory は1951年に刊行され、アインシュタインやその他の研究者に好意的に受け入れられた。しかし、ボームはその著書に記したようなオーソドックスな量子力学へのアプローチに満足できなくなり、彼ならではのアプローチであるボーム解釈を発展させた。その予想は、非決定的量子理論と完全に一致した。彼の研究とEPRパラドックスは、ジョン・スチュワート・ベルによるベルの不等式の研究を促す主要因となった。

#### アハラノフ＝ボーム効果
1955年に、ボームはイスラエルに移り、ハイファにあるイスラエル工科大学(Technion)で2年を過ごした。ここで、彼は妻Saralと出会った。1957年に、ボームはresearch fellowとしてイギリスのブリストル大学に移った。1959年に、ボームは彼の学生であるヤキール・アハラノフとともにアハラノフ＝ボーム効果を発見した。これは遮蔽された空間に対して磁場がどのような影響を示すかというものだった。また遮蔽された空間の中でもベクトルポテンシャルが存在することを示すものであった。これは、それまで数学的な簡便さから用いられていたベクトルポテンシャルが、（量子）物理的に実在することを初めて示したものだった。1961年に、ボームはバークベック・カレッジロンドン（BBK）の教授になった。そこでは彼の論文集が保存されている。

#### 内在秩序と外在秩序
バーベック大学在中時、ボームとヒレーは内在、外在秩序の思想を発展させた。ボームとヒレーによると、「もの、すなわち粒子、物質、つまるところ、あらゆる対象」は、より深い実在の「比較的自律的で比較的局在的な特徴」として存在するのである。それらの特徴はある条件が成り立つ近似のもとでのみ、独立性を持つと考えられるのである。

#### 哲学、認知と科学との掛け橋
ボームの科学的及び哲学的視点は分離できないように見える。1959年、ボームの妻Saralが図書館でジッドゥ・クリシュナムルティによって書かれた本を見つけてきて、ボームへ薦めた。ボームは彼自身の量子力学における概念とクリシュナムルティの哲学的概念とが歯車のようにかみ合う様子に感銘を受けた。ボームの哲学と物理学に対するアプローチは彼の1980年の書籍Wholeness and the Implicate Order及び1987年の書籍Science, Order and Creativityにおいて表現されている。ボームとクリシュナムルティは25年以上に渡って、哲学と人間性に対する相互の深い関心を抱く親友であった。

#### 脳のホロノームモデル
ボームはまた、神経心理学や脳機能のホロノミックモデルの発達に関しても大きな理論的貢献をした。スタンフォード大学の神経心理学者カール・プリブラムとの共同研究で、ボームはプリブラムの基礎理論の確立を助けた。それは、脳は量子力学の原理と波動のパターンの特性に従ってホログラムのように処理を行うという理論だった。これらの波形はホログラムのように組織化するとボームは考えた。この考えは複雑な波形を正弦波に分解する数学手法であるフーリエ解析の応用に基礎を置く。プリブラムとボームが発展させた脳のホロノミックモデルはレンズ的な世界観を推し進める。霧の粒子が太陽光を反射する虹のプリズム効果に似ている。この世界観は慣習的であった「目的」的アプローチとはかなり違う。どのような条件が世界の見え方を定めるのかを心理学が理解するためには、ボームのような物理学者の考えることを理解するべきである、とプリブラムは考えている。

#### システムとしての「思考」
ボームは人類や人生全般に対して深い懸念を抱くに至り、人間や自然のアンバランスのみならず、人どうしの間でのアンバランスについて考え警告した。
そして、『人類に起こっていることを考えてみよう。技術は進化を続け、平和利用にも破壊に使われるにしても、どんどん大きな力を持つようになった。』『これらのトラブルの根源は何か? その源泉は基本的に思考の中にある、と私は考える。』と述べるに至った。
このようにして、ボームは著書 "Thought as a System" (TAS) において、思考の幅広く構造的な特性について記している。

#### ダイアログ（対話）という概念の誕生
ボームは後年に社会問題について言及し、ダイアログと呼ばれる概念を提案した。ボームのダイアログでは対等性、「空っぽの空間」をコミュニケーションの第一の要求とし、人びとのもつ異なる信念を観察することを大切にする。このようなダイアローグが大きなスケールで起きれば、社会に起こる孤立、断片化を克服する助けに成りうると述べた。

#### ボームに影響を与えた思想家
ボームに大きな影響を与えた思想家として、量子論のルイ・ド・ブロイ、ニールス・ボーア、ハイゼンベルク、シュレーディンガー、相対性理論のアルベルト・アインシュタイン、哲人ジッドゥ・クリシュナムルティらがいる。1924年、ド・ブロイ、物質波を提唱。それまで粒子としてしか考えられてこなかった電子には実は「波」が伴う。すべての物質、特に電子には、波が伴うという「物質波」の発想・発見である。ボーム自身は、電子もまた粒子であるだけではなく波のように振舞う物質波であるという物理学上の画期的発見をしたこのド・ブロイに関して、たびたび言及している。しかし、量子力学という枠を超えて、根源的な世界観・宇宙観でボームに影響を与えたのは、上掲の人物の中でも、特にアインシュタインとクリシュナムルティであった。

### 晩年
1987年に引退するまで量子物理学の研究を続けた。最後の研究は、同僚である Basil Hileyとの長年の共同研究の成果として、死後にThe Undivided Universe: An ontological interpretation of quantum theory (1993) として発行された。また、ヨーロッパや北米を渡り歩いて、ロンドンの精神科医Patrick de Mare が提唱した概念であるsociotherapy を実践する一手段として、ダイアログの重要性について講演をおこない、また、ダライ・ラマとの一連の会談を行った。
1990年に王立学会特別研究員に選ばれ、1991年にエリオット・クレッソン・メダルを受賞したが、1992年10月27日に心筋梗塞で亡くなった。

## 著書
- 1951. Quantum Theory, New York: Prentice Hall. 1989 reprint, New York: Dover, ISBN 0-486-65969-0
- 1957. Causality and Chance in Modern Physics, 1961 Harper edition reprinted in 1980 by Philadelphia: U of Pennsylvania Press, ISBN 0-8122-1002-6
- 1962. Quanta and Reality, A Symposium, with N. R. Hanson and Mary B. Hesse, from a BBC program published by the American Research Council
- 1965. The Special Theory of Relativity, New York: W.A. Benjamin.
- 1976. Fragmentation and Wholeness, The Van Leer Jerusalem Foundation. (『断片と全体』佐野正博訳, 工作舎 , 1985.        ISBN 4-87502-101-1)
- 1980. Wholeness and the Implicate Order, London: Routledge, ISBN 0-7100-0971-2, 1983 Ark paperback: ISBN 0-7448-0000-5, 2002 paperback: ISBN 0-415-28979-3
- 1985. Unfolding Meaning: A weekend of dialogue with David Bohm (Donald Factor, editor), Gloucestershire: Foundation House, ISBN 0-948325-00-3, 1987 Ark paperback: ISBN 0-7448-0064-1, 1996 Routledge paperback: ISBN 0-415-13638-5
- 1985. The Ending of Time, with Jiddu Krishnamurti, San Francisco, CA: Harper, ISBN 0-06-064796-5.
- 1987. Science, Order and Creativity, with F. David Peat. London: Routledge. 2nd ed. 2000. ISBN 0-415-17182-2.
- 1991. Changing Consciousness: Exploring the Hidden Source of the Social, Political and Environmental Crises Facing our World (a dialogue of words and images), coauthor Mark Edwards, Harper San Francisco, ISBN 0-06-250072-4
- 1992. Thought as a System (transcript of seminar held in Ojai, California, from November 30 to December 2, 1990), London: Routledge. ISBN 0-415-11980-4.
- 1993. The Undivided Universe: An ontological interpretation of quantum theory, with B.J. Hiley, London: Routledge, ISBN 0-415-12185-X (final work)
- 1996. On Dialogue. editor Lee Nichol. London: Routledge, hardcover: ISBN 0-415-14911-8, paperback: ISBN 0-415-14912-6, 2004 edition: ISBN 0-415-33641-4
- 1998. On Creativity, editor Lee Nichol. London: Routledge, hardcover: ISBN 0-415-17395-7, paperback: ISBN 0-415-17396-5, 2004 edition: ISBN 0-415-33640-6
- 1999. Limits of Thought: Discussions, with Jiddu Krishnamurti, London: Routledge, ISBN 0-415-19398-2.
- 1999. Bohm-Biederman Correspondence: Creativity and Science, with Charles Biederman. editor Paavo Pylkkänen. ISBN 0-415-16225-4.
- 2002. The Essential David Bohm. editor Lee Nichol. London: Routledge, ISBN 0-415-26174-0. preface by the Dalai Lama

## 関連するリンク
- More about David Bohm's ideas on Dialogue at a German site maintained to carry on his concepts of Dialogue.
- English site for David Bohm's ideas about Dialogue.
- Moderated Dialogue Group Participate in an international English-speaking Bohm Dialogue group, by list server email.
- TT The Table unmoderated Bohm dialogue by private email.
- the David_Bohm_Hub From thingk.net, with compilations of David Bohm's life and work in form of texts, audio, video, and pictures.
- David Bohm and Krishnamurti Skeptical Inquirer, July, 2000, by Martin Gardner.
- Science and exile: David Bohm, the hot times of the Cold War, and his struggle for a new interpretation of quantum mechanics.
- Lifework of David Bohm: River of Truth: Article by Will Keepin
- Dialogos: Consulting group, originally founded by Bohm colleagues William Isaacs and Peter Garrett, aiming to bring Bohm dialogue into organizations.
- Interview with David Bohm provided and conducted by F. David Peat along with John Briggs, first issued in Omni magazine, January 1987
- デビット・ボーム ロンドン大学の森川亮によるボームの紹介。